# تریسی مسلی
تریسی مسلی (انگلیسی: Tracey Mosley؛ زادهٔ ۲۵ سپتامبر ۱۹۷۳) بازیکن سافت‌بال اهل استرالیا است که در بازی‌های المپیک تابستانی ۲۰۰۴ مدال نقره و در بازی‌های المپیک تابستانی ۲۰۰۸ مدال برنز کسب کرد .